# 曜日

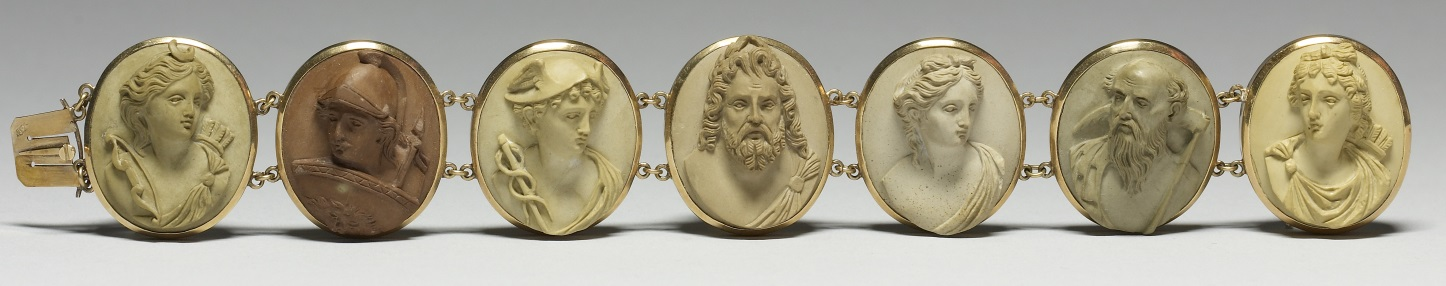
イタリアのカメオブレスレット。ローマの神々の惑星に対応する曜日を表す。月曜は月のダイアナ、火曜はマルス、水曜はマーキュリー、木曜はジュピター、金曜はヴィーナス、土曜はサターン、日曜は太陽のアポロ。19世紀中期、ウォルターズ美術館

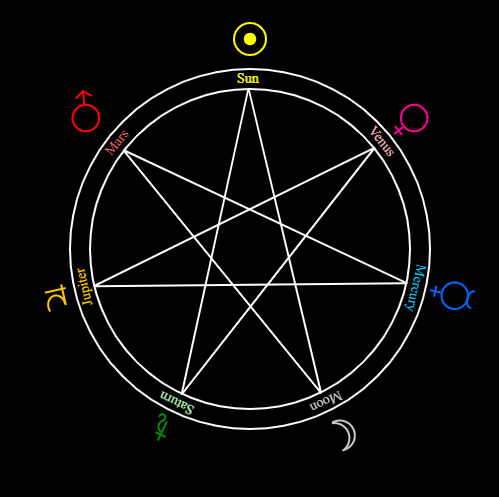
1週間の7つの天体の七芒星

曜日（ようび、英語: day of the week）は、七曜（7つの天体）が守護するとされる日を表す語句である。曜日が循環する7日の組を週という。
日本語では各曜日に、日曜日・月曜日・火曜日・水曜日・木曜日・金曜日・土曜日の七曜を冠する。世界各国では曜日に番号、土着の神、イベントなどを充て、七曜の関係がすたれている地域もあり、「各言語での呼び方」に後述する。

## 歴史

### 総説
7つの惑星や神々の名称を一定順に並べて規則的に巡回させる「週と曜日」は、古くはシュメール人が導入し、バビロニア人も採用した。古代バビロニアの粘土板に記され、月は月神シン、火星はネルガル神、水星は書記の神ネボ（ナブー）、木星はマルドゥーク神、金星は女神イシュタル、土星はニニブ神（ニヌルタ）、太陽は太陽神シャマシュとされた。古代エジプトのパピルスでも記されているが、七曜の概念はバビロニアで発祥し、さまざまな経路を経て世界に伝播した。ユダヤ教徒は異教の神の名を忌みして安息日以外は1から6までの番号を用い、エジプトやローマやインドなどで古くから知られる7つの惑星や神々の名を用いる七曜と異なる。ローマ経由でゲルマン社会に伝播するとキリスト教徒らも広く用いた。

### 順序の起源
天動説の太陽系モデルでは、七曜は地球から見た角速度が速いものほど地球に近く、月・水星・金星・太陽・火星・木星・土星の順に並んでいると考えた。曜日の並びは、土星を初めに逆順に2つ飛ばし、または月を初めに正順に3つ飛ばしと言える。曜日の並び順が現在の形になった経緯が不明で、『ローマ史』を著したカッシウス・ディオは曜日の順番の起源について「テトラコルド説」と「プラネタリーアワー説」の2つを挙げている。

天動説での順序に並べた七曜の順序（円周点線）と曜日の順序（星型実線）

後者の説によると、古代エジプトの七曜は1曜が1日ではなく1時間ごとに地上を守護する「プラネタリーアワー」と考えられた。プラネタリーアワーの順序は、地球から最も遠い土星に始まり、内側へと進む。ちょうど24時間後に当たる翌日の第1時間目の守護星は、3つ前あるいは4つ後の太陽となる。以下、順に土星・太陽・月・火星・水星・木星・金星、そしてまた土星が各日の第1時間目の守護星になる。第1時間目の守護星は、同時に当日一日の守護星ともされ、その日は守護星の名で称するようになる。ここに現在の曜日の順序が定まる。これはローマ時代の推測で、曜日の起源は当時すでに忘れられていたほど古く、実際にこのように順番が定まったか否かは不明である。1日を24時間に分割することは紀元前1400年ごろのエジプトから始まったが、曜日自体はそれ以前から存在していたこと、エジプトは10日を単位とする独自の週が別にあり改めて7日制の週を作り出す必要性に乏しいこと、などからこの説が史実とは考えにくい。
現代の通説では月相による朔望月を4分割して7日ごとに休日を置いたバビロニアの暦制が関係しているとして、太陽暦だったエジプトではなく、バビロニア起源と考えられている。

### 日本への導入
日本へは、入唐留学僧らが持ち帰った「宿曜経」などの密教教典によって、平安時代初頭に伝えられた。宿曜経が伝えられて間もなく、朝廷が発行する具註暦にも曜日が記載され、現在の六曜のような吉凶判断の一助に用いられた。藤原道長の日記『御堂関白記』は毎日の曜日を記している。
具註暦は、日曜日は「日曜」のほかに「密」とも記す。「密」は中央アジアのソグド語で日曜日を意味する言葉 ミール（Myr）の漢字による音写で、ゾロアスター教やマニ教で太陽神とされるミスラ神の名称に由来する。
江戸時代の日付の計算においては、借金の返済や質草の質流れなどで当月が何日あるか（29日または30日）が分かれば良いので、七曜は煩わしくて不必要とされ日常生活では用いられなかった。
『横浜毎日新聞』は明治4年7月（グレゴリオ暦1871年8月〜9月）から、『東京日日新聞』は明治5年2月21日（グレゴリオ暦1872年3月29日）の創刊号から、当時の日本人の日常生活には馴染みのなかった発行日当日の曜日を記載した。
曜日が日本人の生活の中に普及したのは明治初頭のグレゴリオ暦導入以降で、具体的には官庁職員の勤務に週休制を導入し日曜日を休日とした明治9年（1876年）からである。

## 週の始まり
週がどの曜日から始まるかは、国・文化・宗教などにより、様々であるが、「月曜日始まり」と「日曜日始まり」が多い。欧州では月曜日始まりが、アメリカ、ヘブライ語、ポルトガル語、アラビア語、ペルシア語、ベトナム語、朝鮮語圏などでは日曜日始まりが多く見られる。イスラム圏では金曜日が公休日であり、週は土曜日から始まる。日本では諸法令や民間において月曜日始まりと日曜日始まりが混在している。これは、もともと週の始まりは土曜日であったところ、イランから中央アジアにかけては太陽を重視して日曜日を週の先頭に据え、現在の日本もそれを踏襲したこと、また、西洋では日曜日を安息日として週末に据えた結果として月曜日が週の始まりとなったことによるものである。

### 標準規格、法令など

#### 月曜日始まり
- ISO 8601 は、月曜日から日曜日を1から7の数字で、月曜日：１、火曜日：２、水曜日：３、木曜日：４、金曜日：５、土曜日：６、日曜日：７、と表しており、月曜日を週の始まりとしている。
- JISは、ISO 8601を受けて、JIS X 0301:2002「情報交換のためのデータ要素及び交換形式 ― 日付及び時刻の表記」（日本産業標準調査会、経済産業省）4.3.2.2節「暦週」に曜日名と序数を規定している。ISO 8601と同一であり、月曜日を週の始まりとしている。またその附属書A において、次のように記述している。「統一的な週の番号付けのためには、週の最初の日を一意に決める必要がある。商業目的（会計、計画、その他の週を用いる可能性のある分野）には、週の開始として月曜日が最も適切であることが分かった。」[8]

- Java は、ISO 8601に準拠して月曜日から順に1から7を当てているが変更は可能である[9]。

- 国際航空業界の時刻表は、IATA（国際航空運送協会）のSSIM (Standard Schedules Information Manual) 規格[10][11]に準拠して、月曜日を1、火曜日を2、水曜日を3、木曜日を4、金曜日を5、土曜日を6、日曜日を7、と表記する。「1_34__7」の表記は、月・水・木・日が運航日であることを示す。

- 気象庁は「土、日曜日」を週末[12]として扱うため、暗黙に月曜日が週の始まりとなる。

- Unicode は、全角幅の「㈪」 - 「㈰」、「㊊」 - 「㊐」を#符号位置のとおりのコードポイントに定めており、コードポイントの数字（１６進法）の並びから、月曜を始まりとしていることになる。

- 日本の手帳・システム手帳の週間予定表では、月曜日始まりのものが多い[13][14][15][16]。

#### 日曜日始まり
- 小売物価統計調査規則（昭和五十七年(1982年)総理府令第六号）は、テーマパーク入場料の調査日を日曜日と規定している[17]が、これは、週の始まりが日曜日であることを前提にしている[18][19]。

- 日本の改正労働基準法 に基づく通達は、1週間を「日曜日から土曜日までのいわゆる暦週」としている[20]。

- UNIX 系OSが準拠するPOSIXは、ロカールの曜日一覧（$ locale dayの出力）が日曜日から始まる[21]など日曜日を週初めと扱い、calユーティリティの出力は日曜日始まりの実装[22][23]が多見される。

- 表計算ソフトのWEEKDAY関数（Microsoft ExcelやLibreOffice Calc）では、引数の「種類」の数字を指定することによって、曜日の始まり（1または0）をどの曜日にも宛てることができるが、デフォルトでは、日曜日が1、月曜日が2、・・・土曜日が7である。

- 日本のカレンダー（手帳式を除く。）では、日曜日始まりのものが多い[24]。

### 曜日の名称から
いくつかの言語では、曜日の名称が明示的もしくは暗黙で順序を示す。
- 中国語 は、唐 の時代に占いの中で日本語と同じ曜日名を用いたが、現在は日曜日を星期日、平日の月曜日 - 土曜日を星期一 - 星期六と称する。中国大陸は月曜日始まりの扱いが多く、香港の中国語カレンダーは日曜日始まりが多い。
- ベトナム語 は、日曜日をChủ nhật（主日）、月曜日 - 土曜日を二次 - 七次を意味する言葉 (Thứ Hai - Thứ Bảy) で表す。近年のベトナム 語カレンダーは、ヨーロッパ諸国やタイと同様に日曜日を週末に配するものが多見される。
- ドイツ語 は、水曜日をMittwoch （ミットゥヴォッホ、直訳すれば「週の中間」）と称して日曜日が週の始まりであることを前提としている。ロシア語のсреда （スレダー、真ん中）も同様だが、週末と平日を区別して月曜日を平日の第1日としている。
- ポルトガル語は、ポルトガル北部ブラガの司教マルティーニョ・デ・ドゥメが、聖週間の曜日にキリスト教以前に由来する表現を用いることに反対し、キリスト教典礼で使われていた数字表現を用いてイースターの前の日曜日を第1休息日、月曜日を第2休息日……と代替することを提唱したが、後に一般化して月曜日 - 金曜日は第2 - 第6 (segunda-feira, terça-feira, quarta-feira, quinta-feira, sexta-feira) の表現が使われる。中世までポルトガル語と同一言語だったスペイン北西部のガリシア語は、スペイン語に類似の表現が使われる。
- スワヒリ語は、週の起点を金曜日または土曜日としている。

## 暦との関係

### 基準点
日付から曜日を特定するためには、ある1日の曜日を定めておく必要がある。古代から標準的に暗黙で広く使われてきたが、ISO 8601（JIS X 0301）で「2000年1月1日を土曜日とする」と定義した。
年の基準点は、メートル条約（Convention du metre）が調印された年を1875年としている。

西暦1年1月1日は土曜日に合わせられている。ただし、これはユリウス暦において閏年の挿入を誤らなかった場合であって、アウグストゥスによる是正を考慮すると日曜日となる。

### 年における週
ISO 8601とJIS X 0301は次のように定めている。これらの規定は、週の最初の日が月曜日であることが前提となっている。
- ある年の最初の週はその年の最初の木曜日を含む週である。これは、「ある年の1月4日を含む週がその年の最初の週である」という規則と同等である。
- ある年の最後の週は、次の年の最初の週の1つ前の週である。
- 週は年を跨いで定義されることがある。例えば、2014年12月30日(火)は2015年の最初の週の2番目の日である。

### 計算
任意の日付から曜日を求めるためにはユリウス通日を求める。ツェラーの公式で、日付から直接に曜日を計算できる。

### 循環
グレゴリオ暦は、400年間の日数146097日が7日で割り切れるため、曜日も含めて400年周期の暦である。
- グレゴリオ暦では、400年間に97回の閏年を設ける。
- 1年間の平均日数 = 365+97/400 = 365.2425日/年
- 400年間の日数 = 365.2425×400 = 365日×400(年)+97日 = 146097日
- 400年間の週数 = 146097日 ÷ 7日 = 20871週

## 各言語での呼び方

### ロマンス諸語
イタリア語、スペイン語など多くのロマンス諸語は、キリスト教やローマ神話に由来する名称を用いる。ポルトガル語は例外で「#曜日の名称から」を参照。
スペイン語は
- domingo（日曜日）は主
- lunes（月曜日）は月
- martes（火曜日）は軍神マルス
- miércoles（水曜日）は商業の神メルクリウス
- jueves（木曜日）は神々の王ユピテル
- viernes（金曜日）は愛の女神ウェヌス
- sábado（土曜日）はユダヤ教の安息日

をそれぞれ起源としている。
ロマンス諸語には含まれないものの、タガログ語などフィリピンの諸言語がスペイン語の曜日名を借用している。タガログ語は日曜日のみ週を表すLinggoと称するが、スペイン語の"domingo"がなまったものとされる。

### ゲルマン語
英語やドイツ語、オランダ語といったゲルマン系の言語は、
- 日曜日 (Sunday) は太陽 (Sun)
- 月曜日 (Monday) は月 (Moon)

にちなみ、ローマ神話の神々に相当する北欧神話の神々の名も用いる。
英語は、
- 日曜日 (Sunday) は北欧神話の太陽の女神ソール
- 月曜日 (Monday) は北欧神話の月の神マーニ
- 火曜日 (Tuesday) は北欧神話の天空神テュール(これはローマ文化からゲルマン文化に曜日の概念が伝わった際、ローマの概念での軍神が一番近い立ち位置にいたのはオーディンであるが、水曜日に当てはめられたため、テュールに軍神の役割が与えられ、マルスからテュールに置き換えられた。これをきっかけに、テュールは名実ともに軍神としての立ち位置を崇拝の対象として得た。)
- 水曜日 (Wednesday) は北欧神話の戦死者の神オーディン(上記の理由と同じくメルクリウスの役割をオーディンに当てはめたため。メルクリウスとオーディンの場合は商業ではなく知識の神ということで置き換えられた。)
- 木曜日 (Thursday) は北欧神話の雷神トール(ユピテルの持つ雷と力の象徴から置き換えられた。戦争と力の象徴は、勢力戦と個人戦の違いなので軍神とはまた異なる。また、ローマ最高神と北欧元来の最高神という立場上の繋がりも反映されている。)
- 金曜日 (Friday) は北欧神話の愛の女神フレイヤ(美の女神であるウェヌスはそのまま美の女神であるフレイヤに置き換えられた。)
- 土曜日 (Saturday) はローマ神話に登場するサトゥルヌス

を起源とする。
アイスランド語は日曜日 (sunnudagur) と月曜日 (mánudagur) が太陽と月に由来する部分で他のゲルマン系の言語と共通するが、残りの曜日は北欧神話の神々の名がすべて排除された名称を用いる。

### 個々の曜日名を廃して数字で称する例
ユダヤ教では、異教となる多神教の神々の名称を忌諱して番号を用い、イスラム教国のアラブやイラン、キリスト教国のポルトガルも同様である。共産主義国家の中国とベトナムでは唯物論の観点から同様に数字で称する。特定曜日の金、土、日を除き、中国語は月曜日、ほかの言語は日曜日を第一日とする番号で表す。
- 中国語では日曜だけが「星期天（または星期日）」、月曜以降は「星期一」「星期二」と数字になる。
- ベトナム語では日曜日をChủ nhật（主日）、月曜日 - 土曜日を二次 - 七次を意味する言葉 (Thứ Hai - Thứ Bảy) で表す。
- ポルトガル語は日曜日が「主日」(domingo)、月曜日 - 金曜日は第2 - 第6 (segunda-feira, terça-feira, quarta-feira, quinta-feira, sexta-feira) という。
- ペルシャ語では土曜日を「シャンベ」と呼び、日曜日から木曜日までは「シャンベの1日後・2日後・3日後・4日後・5日後」を意味する語を使用する。
- ヘブライ語では土曜日は安息日を意味する「シャバト」を用いる。
- アラビア語では金曜日（ジュムア）と土曜日（サブト）のみ特別な名称を用いる。

## 様々な呼び方
1. 日曜日
  - 薔薇の日曜日・台所の日曜日 - 謝肉祭（カーニバル）最後の日曜日。ローマ教皇が薔薇を手にしてイエス・キリストの受難を人々に知らせる。
  - 血の日曜日事件 - 1905年1月22日日曜日にロシア帝国の首都サンクトペテルブルクのデモで、当局が発砲して多数の死傷者を出した事件である。
2. 月曜日
  - 薔薇の月曜日 - 謝肉祭最後の薔薇の日曜日に続く月曜日。
  - ブラックマンデー（暗黒の月曜日） - 1987年10月19日月曜日（アメリカ時間）の株価大暴落。
  - ブルーマンデー症候群 - 初台関谷神経科クリニック関谷透院長が命名した症候群である。「休日が終わり仕事が始まる」という事実が会社員の心身に負担を与え、自殺率、脳卒中と心筋梗塞の発症率、血圧上昇率、ひいては歩留まり下降率等が他の曜日よりも高くなる統計に基づいている。
3. 火曜日
  - 薄切りの火曜日 - 謝肉祭最終日の火曜日。ベーコンや梨など、薄切りの食べ物を多く食する日。
  - スーパー・チューズデー - アメリカ合衆国大統領選挙がある年の3月初旬の一つの火曜日。多くの州で同時に予備選挙が開催されるため重要視される。
  - 暗黒の火曜日 - 1929年10月29日火曜日（アメリカ時間）の株価大暴落、10月24日木曜日の大暴落に続いたこの大暴落が世界恐慌を引き起こした。
4. 水曜日
  - 灰の水曜日 - 四旬節初日の2月下旬から3月上旬。キリスト教の四旬節の初日で、額に灰をつける儀式や、菜食または粗末な食事で済ませる風習がある。
5. 木曜日
  - 汚い木曜日 - 謝肉祭最後の木曜日。オーストリアは当日に脂身 (Schmalz) が多い食品を食すことから、汚い (schmutzig) 木曜日と称される。
  - 暗黒の木曜日 - 1929年10月24日木曜日（アメリカ時間）の株価大暴落。世界恐慌の発端となった。
6. 金曜日
  - 煤の金曜日 - 謝肉祭最後の金曜日。互いの顔にすすを塗り付けるいたずらが行われる。
  - 13日の金曜日 - 主に西洋で、キリスト受難日が当時の暦で13日の金曜日にあたり不吉とされる。
  - 暗黒の金曜日 - 1939年1月13日金曜日（オーストラリア時間）、オーストラリアのヴィクトリアで拡散していた小火災が集合し、2か月間続く大火災に発展した。
  - ブラックフライデー - 感謝祭である11月第4木曜日の翌日の金曜日。店の売り上げが黒字になる金曜日。
  - ブルーフライデー - 株式が急落する金曜日。
  - プレミアムフライデー - 日本国政府と経済界が提唱する個人消費喚起キャンペーンである。15時に仕事を終えることを奨励する「働き方改革」と連携し、給与支給日直後に該当しやすい毎月末金曜日は、夕方を買い物や旅行、外食などに充てることを推奨している。
7. 土曜日
  - 汚い土曜日 - 謝肉祭最後の土曜日。オーストリアは当日に脂身 (Schmalz) が多い食品を食すことから、汚い (schmutzig) 土曜日と称する。
  - 土曜日の夜の虐殺 - 1973年10月20日土曜日の夜に、ニクソン大統領が司法長官・司法次官・特別検察官を次々に辞職に追い込み特別検察官を解任した出来事。
  - 虐殺の土曜日 - イタリアで土曜日の飲酒運転と死傷者が増加すること。

## 七曜以外

### 十曜制
- 古代エジプトには10日を単位とする独自の十曜制があった。
- フランスでは、七曜制を廃止し独自の十曜制が設けられた時期が存在した。1793年11月24日から1805年12月31日まで（グレゴリオ暦）と1871年のパリ・コミューンの際に「フランス革命暦」が用いられ、この暦は合理性を追求するため、従来の七曜を廃止して10日ずつ3つのデカード（décade、週・旬とも）に分けられた。フランス革命暦は1か月はすべて30日であった。七曜に慣れた国民にとって大変苦痛で、革命暦廃止を前に1802年3月31日から七曜制に戻された。

### 五曜制
- 古代オリエントのアッシリア帝国は五曜制があった。下記のインドネシアのものとは無関係。
- インドネシアのジャワ島も、古来から伝わる伝統的な独自の五曜制「パンチャワラ」があり、通常のサプタワラと呼ばれる七曜日に組み合わせて35日周期として用いる。
- ソ連は七曜制を廃止して独自の五曜制「ソビエト連邦暦」を1929年から1940年まで用いた。この制度の実施は2つの時期に分けられる。
  - 1929年10月1日から、宗教抑制のために従来の七曜は廃止されて黄曜日・桃曜日・赤曜日・紫曜日・緑曜日の五曜制に移行した。休日の増加と生産の効率向上を狙い国民それぞれに休日となる曜日を割り当てたが、家族間の休日不一致等の理由から大変不評で生産効率の向上も改善せず、1931年11月30日に廃止された。
  - 1931年12月1日から、黄曜日・桃曜日・赤曜日・紫曜日・緑曜日を廃止し、毎月第6・12・18・24・30日を国民共通の休日とする新しい制度に移行した。七曜より休日日数は多いが大変不評で、1940年に七曜制へ戻す。

### 七曜・十曜・五曜以外の曜日制
- インドネシアのバリ島には三曜制から九曜制まで7種の曜日があり、すべて組み合わせて使われる。

## 曜年
惑星に基づいた七曜ではないが、東アジア圏の干支も見方によっては曜年として扱われることが考えられる。

## 符号位置
Unicode における符号位置である。
| 記号 | Unicode | JIS X 0213 | 文字参照          | 名称 |
| ---- | ------- | ---------- | ----------------- | ---- |
| ㈪   | U+322A  | -          | &#x322A; &#12842; | ㈪   |
| ㈫   | U+322B  | -          | &#x322B; &#12843; | ㈫   |
| ㈬   | U+322C  | -          | &#x322C; &#12844; | ㈬   |
| ㈭   | U+322D  | -          | &#x322D; &#12845; | ㈭   |
| ㈮   | U+322E  | -          | &#x322E; &#12846; | ㈮   |
| ㈯   | U+322F  | -          | &#x322F; &#12847; | ㈯   |
| ㈰   | U+3230  | -          | &#x3230; &#12848; | ㈰   |
| ㊊   | U+328A  | -          | &#x328A; &#12938; | ㊊   |
| ㊋   | U+328B  | -          | &#x328B; &#12939; | ㊋   |
| ㊌   | U+328C  | -          | &#x328C; &#12940; | ㊌   |
| ㊍   | U+328D  | -          | &#x328D; &#12941; | ㊍   |
| ㊎   | U+328E  | -          | &#x328E; &#12942; | ㊎   |
| ㊏   | U+328F  | -          | &#x328F; &#12943; | ㊏   |
| ㊐   | U+3290  | -          | &#x3290; &#12944; | ㊐   |